# ملة بلوط (مقاطعة دورة)
ملة بلوط (بالفارسية: مله بلوط) هي قرية تقع في قسم دورة الريفي (مقاطعة دورة) في إيران. يقدر عدد سكانها بـ 409 نسمة .